# 東京ベイエリア産学官連携フォーラム
東京ベイエリア産学官連携フォーラム（とうきょうベイエリアさんがくかんれんけいフォーラム）は、2008年（平成20年）に芝浦工業大学によって設立された産学官交流団体。

## 概要
東京湾岸地域に立地する教育・研究機関、産業、自治体および地域住民を主体として、「次世代を担う人材育成」、「科学技術革新」、「イノベーション創出」の三位一体的推進を、「地域の視点」と「地球規模の発想と行動」の両面から進めることを目的に設立された。

## 過去のシンポジウムテーマ
- 第1回（2008年7月19日） イノベーションによる価値創造
- 第2回（2008年10月10日） 技術・産業パラダイム転換
- 第3回（2008年12月13日） 人工物と生命の架け橋を探る

## 参加団体

### 大学
- 芝浦工業大学
- 東京海洋大学

### 研究機関
- 産業技術総合研究所

### 自治体
- 江東区
- 港区

### 支援団体
- 芝浦工業大学後援会
- 芝浦工業大学校友会
- 芝浦技術士会
- エス・アイ・テック
- 日本科学未来館
- 日刊工業新聞社

### 事務局
- 芝浦工業大学豊洲キャンパス内